# Mammatumor
Als Mammatumor, Brustdrüsentumor oder Brusttumor wird eine gut- oder bösartige Geschwulst (Tumor) der Brustdrüse des Menschen beziehungsweise solche des Gesäuges bei Tieren bezeichnet. Beim Menschen ist vorwiegend die Frau, deutlich seltener der Mann betroffen. Pathologen bezeichnen heute insbesondere echte Neoplasien (ungesteuerte Gewebsneubildungen aus atypischen Zellen) als Tumor. Im allgemeinen medizinischen Sprachgebrauch werden auch nichtneoplastische Raumforderungen und tumorähnliche Veränderungen so genannt.
Gutartige Mammatumoren bzw. tumorartige Veränderungen beim Menschen sind zum größten Teil Fibroadenome oder fibrozystische Veränderungen. Unter Tieren werden Mammatumoren regelmäßig bei Haustieren beobachtet und sind hinsichtlich ihres biologischen Verhaltens höchst variabel.

## Mensch
Siehe auch: Brustkrebs

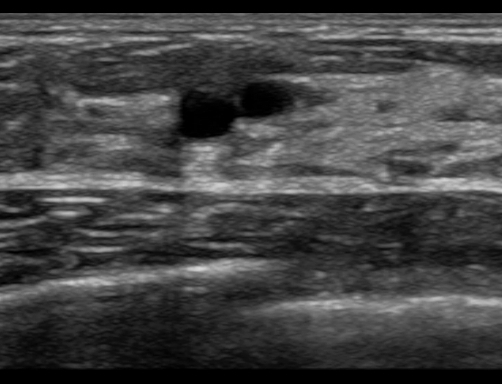
Zwei Zysten in der Brust, dargestellt im Ultraschall.

Fibrozystische Veränderungen entstehen im Drüsen- und Gangepithel aufgrund der wechselnden Hormoneinflüsse im weiblichen Zyklus. Zysten entstehen dabei aus erweiterten Milchgängen und Drüsenläppchen (Lobuli) und können wenige Millimeter bis mehrere Zentimeter groß werden. Die meisten tastbaren „Knoten“ in der Brust sind Zysten. Die Zystenwand besteht aus atrophiertem Drüsenepithel, das etwa ebenso selten entartet wie normales Drüsengewebe. Zysten sind also kein Risikofaktor für die Entstehung von Brustkrebs.
Die bindegewebigen (fibrotischen) Umbauvorgänge und Verkalkungen der Drüsenläppchen heißen sklerosierende Adenose. Die mikroskopische Untersuchung solcher Bezirke zeigt oft auch Hyperplasie (vermehrte Zellzahl) in den Epithelien, ohne dass dies eine Vorstufe zum Krebs darstellt.
Erst die sogenannte atypische Hyperplasie der Gänge (atypische duktale Hyperplasie, ADH) oder der Lobuli trägt ein messbar erhöhtes Risiko der Entartung. Mikroskopisch ist sie an einer unregelmäßigen, siebartigen Auffüllung des Ganglumens mit leicht unregelmäßigen Zellen erkennbar. Die atypische Hyperplasie wird als Präkanzerose (Krebsvorstufe) gewertet und in der Regel operativ entfernt. Der Übergang der atypischen Hyperplasie zu den echten In-situ-Karzinomen (LCIS, DCIS) ist fließend. Kennzeichen der In-situ-Karzinome ist eine völlige Aufhebung der normalen Schichtstruktur des Epithels.
Brustwarzen-Papillome (Milchgangspapillome) sind makroskopisch sichtbare hyperplastische Wucherungen an der Innenwand eines großen Milchgangs nahe der Brustwarze, die als Knötchen getastet werden können. Sie können entarten und werden daher ebenfalls als Krebsvorstufen operiert. Papillome sind die häufigste Ursache von Blutungen aus der Brustwarze. Sie kommen am häufigsten bei Frauen vor der Menopause vor.
Brustwarzen-Polypen sind kleine, gutartige Gewächse auf den Brustwarzen.
Fibroadenome sind gutartige Wucherungen aus verzweigten Endgängen, Lobuli, und Bindegewebe ohne Entartungstendenz. Sie sind die häufigsten soliden Knoten vor allem bei jüngeren Frauen unter 40 Jahren. Wenn sie sich über mehrere Jahre nicht verändern oder durch eine Biopsie gesichert sind, benötigen sie keine Operation.
Phylloidestumoren ähneln den Fibroadenomen, wachsen jedoch sehr schnell. Ihre bindegewebige Komponente entartet in ca. 20 %. Phylloidestumoren müssen daher entfernt werden.
Hamartome sind Mischtumoren aus versprengten Embryonalzellen, die vermutlich schon in der Kindheit entstehen und gutartig sind. Sie enthalten charakteristischerweise Drüsengewebe, Fett und Bindegewebe.
Rein bindegewebige Tumoren der Brust sind seltener. Alle vorkommenden Gewebe können sie ausbilden: Gutartige Lipome, Myome, Fibrome, Hämangiome, und verschiedene bösartige Sarkome entstehen auch in der Brustdrüse. Auch Lymphome und Metastasen von Tumoren in anderen Organen werden gelegentlich gefunden.
Große, tastbare Knoten sind überwiegend gutartige Mammatumoren und Zysten, während nur 8 % bösartige Karzinome oder Karzinomvorstufen ausmachen. Auch die im Mammographiescreening gefundenen kleinen Herde sind überwiegend gutartig.

## Tier

### Hund

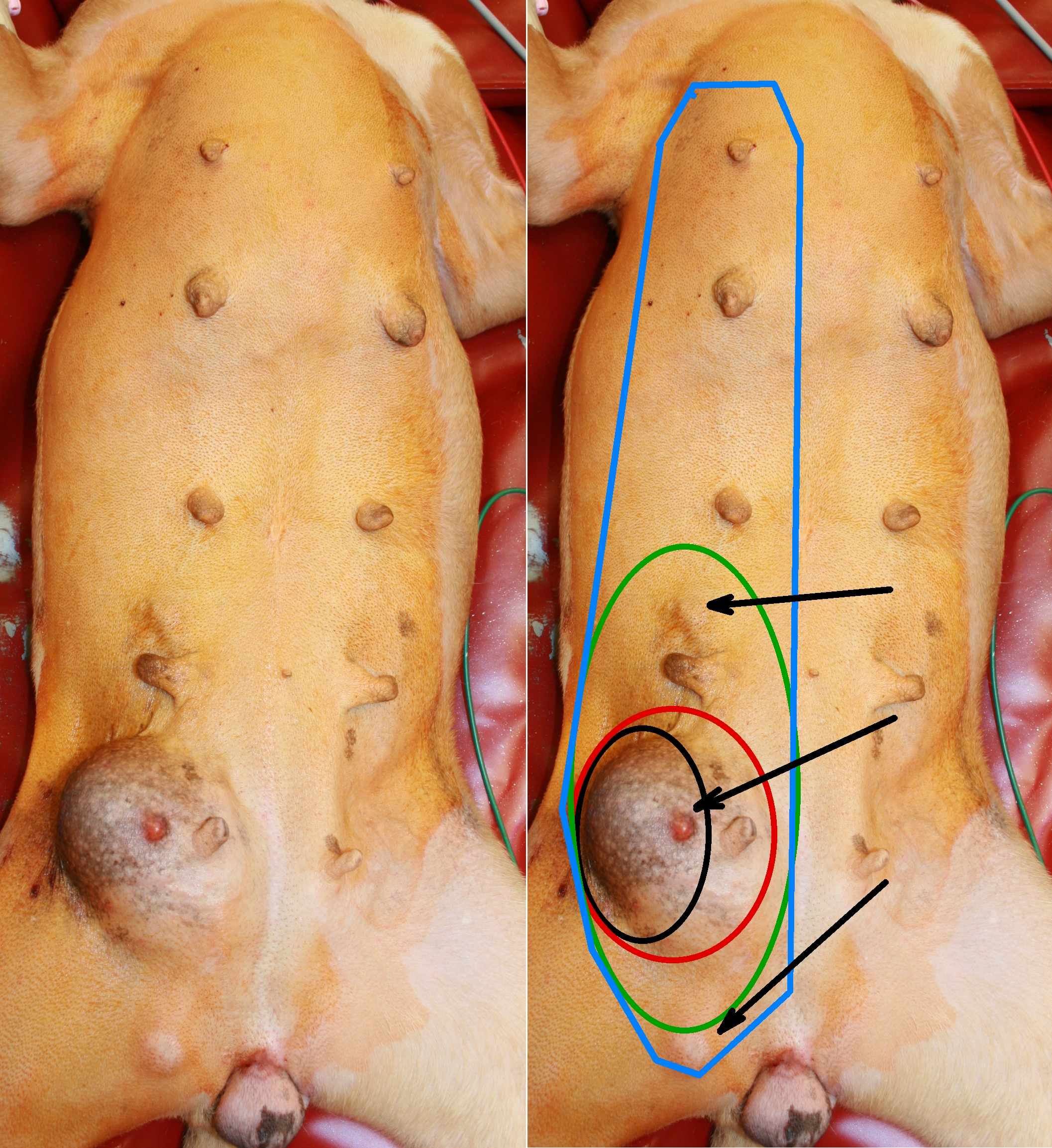
Resektionsprinzipien von Mammatumoren (Pfeile) beim Hund. Schwarz: Nodulektomie; Rot: einfache Mastektomie; Grün: regionale Mastektomie, Blau: radikale Mastektomie

Mammatumoren gehören beim Hund zu den am häufigsten auftretenden Neubildungen mit einer Inzidenz von etwa 200 Erkrankungen pro 100.000 nicht kastrierten Hündinnen. In einer französischen Hundepopulation mit geringem Anteil kastrierter Hündinnen entwickelten 35 % der Tiere im Laufe ihres Lebens einen Gesäugetumor. Mammatumoren treten kaum vor dem vierten Lebensjahr auf, die am häufigsten betroffenen Tiere sind älter als sieben Jahre, wobei die meisten Fälle im Alter zwischen 10 und 14 Jahren vorkommen. Eine Kastration des Tieres vor der ersten Läufigkeit verhindert die Entstehung von Gesäugetumoren nahezu vollständig, bei einer Kastration bis zum Alter von 2,5 Jahren sinkt die Wahrscheinlichkeit einer späteren Tumorentstehung auf ein Viertel. Auf die Entstehung maligner Neoplasien hat eine Kastration zu einem späteren Zeitpunkt keinen Einfluss mehr, die Inzidenz benigner Tumoren ist jedoch niedriger als bei intakten Tieren. Der Einsatz von läufigkeitsverhindernden Sexualhormonen (insbesondere Kombinationen von Gestagenen und Östrogenen) erhöht das Risiko der Entstehung benigner Tumoren. Eine frühere Trächtigkeit hat keinen Einfluss auf eine Tumorentstehung.
Lediglich 20 bis 40 Prozent der Milchdrüsentumoren des Hundes sind bösartig. Es handelt sich hierbei überwiegend um verschiedene Karzinomtypen, in etwa 3 Prozent der Fälle liegt ein Sarkom vor, noch seltener kommt ein Mischtyp (Karzinosarkom) vor. Unter den benignen Tumoren kommen vor allem Adenome vor. Daneben werden nicht klassifizierte Tumoren und Dysplasien oder Hyperplasien der Mamma (Fibrosen, Zysten, duktale Hyperplasie, lobulare Hyperplasie, Gynäkomastie) gefunden.
Die Metastasierung maligner Tumoren erfolgt überwiegend lymphogen in die regionalen Lymphknoten hinein oder hämatogen in die Lunge. Metastasen in andere Organe sind als diagnostisches Kriterium eher die Ausnahme (weniger als 10 Prozent der Fälle mit Organmetastasen haben keinen entsprechenden Lungenbefund). Ein klinisches Bild ähnlich der bei Katzen relativ häufig zu findenden Knochenmetastasen in den distalen Gliedmaßen kann durch ein paraneoplastisches Syndrom (Akropachie) hervorgerufen werden.
Therapie der Wahl ist die chirurgische Therapie. Entsprechend der individuellen Situation des betroffenen Tieres kommt es zur Lumpektomie oder Mastektomie. Eine präoperativ durchgeführte zytologische Untersuchung gibt keinen sicheren Hinweis auf die Dignität des Tumors. Begleitend zur Operation durchgeführte Chemotherapien mittels Doxorubicin zeigten in Einzelfällen Erfolge, ein Einfluss auf die Lebenserwartung ist jedoch nicht sicher nachgewiesen. Das Gleiche gilt für den Einsatz einer Strahlentherapie. Werden intakte Hündinnen gleichzeitig mit der Mastektomie kastriert, führt dies zu einer verlängerten Überlebenszeit.

### Katze
Mammatumoren bei Katzen machen etwa 5–18 % aller Tumoren bei dieser Tierart aus. Sie verhalten sich wesentlich aggressiver als bei Hunden. Etwa 90 % der Gesäugetumoren sind bösartig, davon wiederum 90 % Adenokarzinome. Wie der Brustkrebs des Menschen metastasieren sie bevorzugt in Lymphknoten, Lunge, Rippenfell (Pleura), Zwerchfell und die Organe im Bauchraum (Abdomen). Intakte Kätzinnen sind am häufigsten betroffen, 4 % der Mammatumoren treten bei Katern auf. Das mittlere Erkrankungsalter liegt zwischen 10 und 12 Jahren. Siamkatzen sind besonders häufig betroffen. Hormonbehandlungen begünstigen das Entstehen von Mammatumoren. Eine frühzeitige Kastration senkt das Entstehungsrisiko drastisch. Das Risiko der Metastasierung ist abhängig von der Tumorgröße. Bei Tumoren < 3 cm sind bei knapp 80 % der betroffenen Tiere noch keine Metastasen nachweisbar, bei einer Tumorgröße > 3 cm sind bereits bei der Hälfte der Tiere Metastasen ausgebildet.
Aufgrund der großen Gefahr der Metastasierung ist eine frühzeitige Entfernung der betroffenen Milchleiste (radikale Mastektomie) die Therapie der Wahl. Bei alten und anderweitig kranken Tieren kann palliativ auch nur der Tumor entfernt werden. Zur Chemotherapie ist Doxorubicin Mittel der Wahl, es ist als Begleittherapie zur Mastektomie aber nur bedingt wirksam. Bei Tumoren < 2 cm beträgt die mittlere Überlebenszeit nach radikaler Gesäugeentfernung über 3 Jahre, bei Tumoren > 3 cm sinkt sie auf 4 bis 6 Monate.
Eine wesentliche gutartige Differentialdiagnose mit teils imponierenden Ausmaßen ist die feline Fibroadenomatose.

### Meerschweinchen

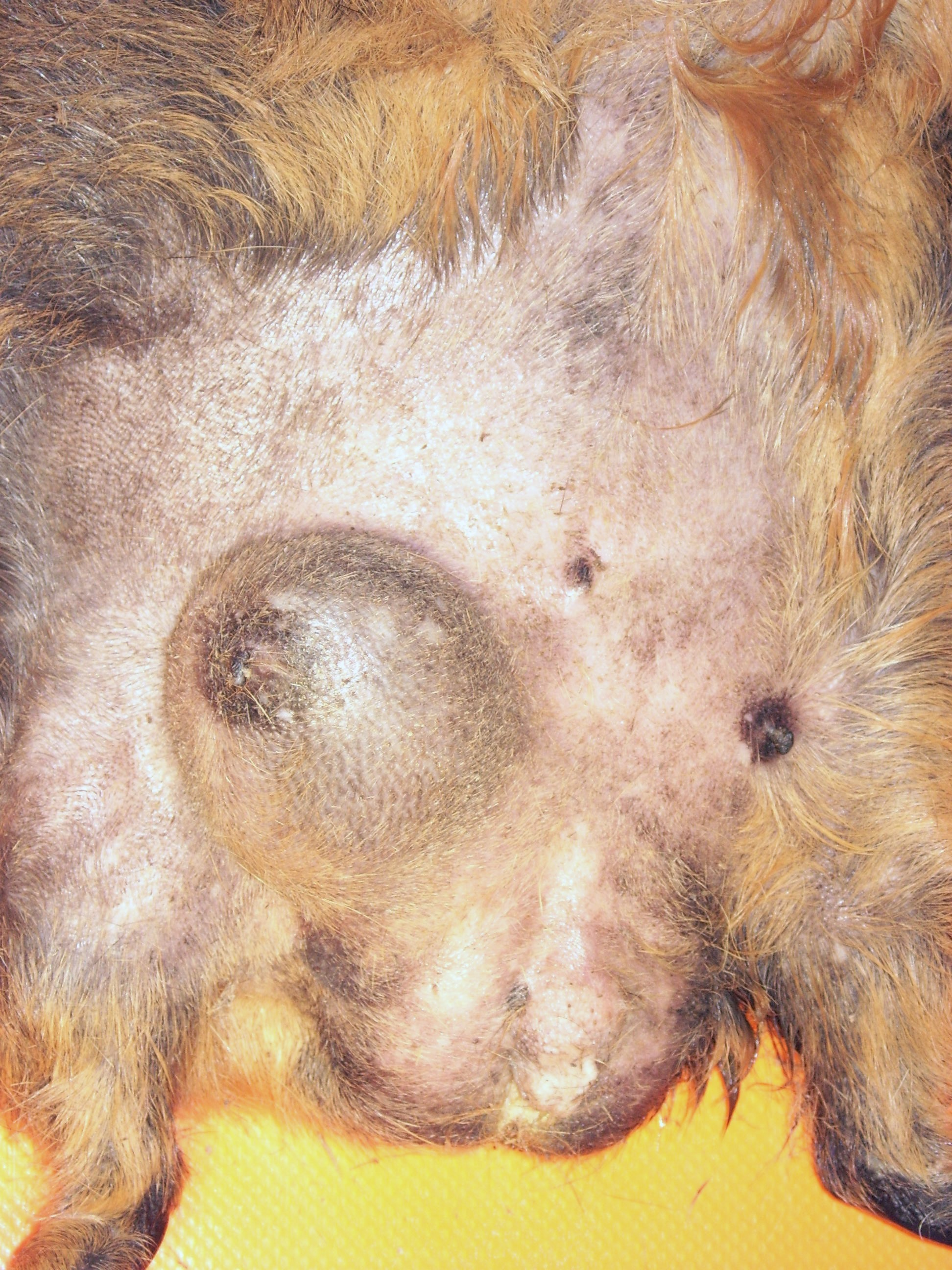
Mammatumor bei einem Meerschweinchenbock

Mammatumoren bei Meerschweinchen haben meist malignen Charakter. Die Tumorbildung tritt bevorzugt bei mittelalten bis alten Tieren auf, wobei männliche Tiere häufiger betroffen sind. In der Regel sind sie gut chirurgisch versorgbar.

### Ratte
30 bis 57 Prozent der Gesamtpopulation erkranken. In etwa 80 % der Fälle handelt es sich um benigne Adenome oder Fibroadenome, die sehr groß werden können und dadurch die Fortbewegung der Tiere negativ beeinflussen können. In 90 % der Fälle sind intakte Weibchen betroffen. Die Bildung kann über eine vorsichtige, energetisch beschränkte Fütterung in den ersten 7 Wochen nach dem Absetzen sowie vermutlich über eine Kastration weiblicher Tiere vermindert werden. 20 % der Fälle sind bösartige Adenokarzinome, die jedoch nur langsam Metastasen bilden.
Die Brusttumoren von Ratte und Maus, die in der Forschung, zur Erforschung des Brustkrebs Verwendung finden, sind in der Regel gutartig und bilden keine Metastasen. Es wird aber versucht, zu Forschungszwecken metastasierende Gesäugetumoren bei Ratte und Maus zu entwickeln. Die Behandlung der Wahl des Gesäugekarzinoms ist die Operation. Bei hoher Malignität ist eine anschließende Chemotherapie angezeigt, wobei häufig Doxorubicin-basierte Chemotherapieprotokolle eingesetzt werden.

### Kaninchen
Vor allem weibliche, pluripare Tiere im Alter von 3 bis 4 Jahren sind von invasiv wachsenden Adenokarzinomen betroffen. Eine frühzeitige Ovariohysterektomie senkt auch bei Kaninchen das Risiko der späteren Ausbildung eines Malignoms.